# Raszowa Mała
Raszowa Mała – osada w Polsce położona w województwie dolnośląskim, w powiecie lubińskim, w gminie Lubin.

## Podział administracyjny
W latach 1975–1998 miejscowość administracyjnie należała do województwa legnickiego.

## Zabytki
Do wojewódzkiego rejestru zabytków wpisane są:
- zespół pałacowy, z końca XIX w., po 1920 r.
  - pałac (nr 2)
  - dom mieszkalny (nr 1)
  - budynek gospodarczy (nr 1)